# Yokuts Buena Vista
El yokuts Buena Vista fou una de les llengües yokuts de Califòrnia.
La llengua era "parlada antigament en almenys dues varietats locals al voltant del llac Buena Vista al comtat de Kern (Califòrnia)," a les viles de "Hometwoli, Loasau, Tuhohi, [i] Tulamni."
Els dos dialectes del Buena Vista són tulamni i hometwali. El tuhohi (també anomenat Tohohai o Tuhohayi) era un dialecte similar, parlat per una tribu que "vivia entre canals i pantans del riu Kern quan entra al llac Tulare."
Una varietat del barbareño "era fortament influenciada pel yokuts Buena Vista." Aquesta llengua fou anomenada emigdiano, i que era "parlada a San Emigdio vora el llac Buena Vista."